# Tukey Island
Tukey Island ist eine Insel im Palmer-Archipel westlich der Antarktischen Halbinsel. Sie liegt nahe dem Zentrum der Joubin-Inseln.
Das Advisory Committee on Antarctic Names benannte sie 1975 nach Claude C. Tukey (* 1947), Küchenordonnanz auf der RV Hero im Dienst der National Science Foundation auf ihrer Antarktisfahrt zur Palmer-Station im Jahr 1968.